# Bansuri

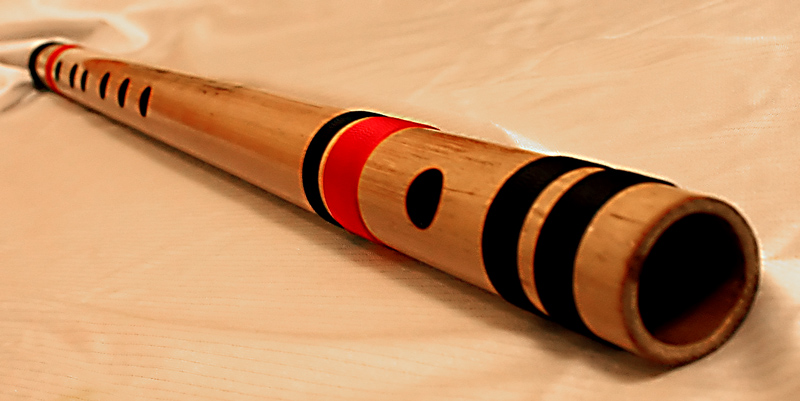
Bansuri

Bansuri – pochodzący z północnych Indii instrument z grupy aerofonów wargowych. Rodzaj fletu poprzecznego z otworem zadęciowym i sześcioma bądź siedmioma otworami palcowymi. Wykonany jest z jednego kawałka bambusa obwiązanego na końcach pierścieniami z mocnych nici, co zapobiega rozsychaniu drewna i wzmacnia konstrukcję. Nazwa instrumentu jest zbitką słów – „bans”, czyli bambus i „swar” – nuta. „Bansuri” jest nazwą najbardziej rozpowszechnioną na świecie, chociaż w rodzimych Indiach instrument ten jest znany również jako: „algoza”, „bansi”, „kolalu”, „kolavi”, „kukhl”, „murali”, „nar”, „pava”, „pillankuzhal”, „pillangrovi”, „pulangoil”, „vanu” czy „vamsi”.

## Historia

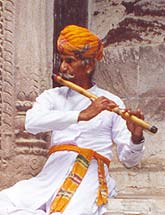
Gra na Bansuri w Jodhpurze

Bansuri jest jednym z najstarszych znanych instrumentów indyjskich. Zachowały się płaskorzeźby z wizerunkami postaci grających na poprzecznych piszczałkach, pochodzące już z I w. naszej ery. O jakichś odmianach fletów jest mowa także w Rygwedzie, powstałej, jak się przyjmuje pomiędzy rokiem 1500 a 1000 p.n.e. i późniejszych Wedach, choć nie sposób wiarygodnie wyrokować o jakiego typu flety chodzi. Podobno na bansuri grywał sam bóg Kryszna, kiedy ukrywał się przed śmiercią w pasterskim szałasie. Mimo to, bansuri przez wieki było instrumentem ludowym, używanym do akompaniamentu i wykonywania prostych melodii tanecznych. Aż do lat 40. XX w. miało sześć otworów palcowych i długość nie przekraczającą 40 cm. Człowiekiem, który wprowadził bansuri do indyjskiej muzyki klasycznej był wirtuoz i innowator bansuri – Pt Pannalal Ghosh (1911–1960). Zaproponowane przez niego zmiany konstrukcyjne polegały na dodaniu, do sześciu istniejących, siódmego otworu palcowego, co zaowocowało zwiększeniem skali instrumentu oraz użyciu do jego produkcji znacznie większych niż dotychczas tub bambusowych. Dzięki temu, bansuri zmieniło rejestr z sopranowego na tenorowy a nawet basowy i zyskało swoje obecne – głębokie i melancholijne brzmienie. Eksperymentując z różnymi materiałami i rozmiarami instrumentu, Pt Pannalal Ghosh ostatecznie uznał za najbardziej właściwy bambusowy flet poprzeczny z siedmioma otworami palcowymi, długości 32 cali, z toniką przypadającą na dźwięk E (według zachodniego nazewnictwa: H-dur). Ten rozmiar bansuri do dziś jest w indyjskiej muzyce klasycznej uznawany za podstawowy.

## Skala instrumentu
Dla przykładowego instrumentu w tonacji C, przy prostym palcowaniu, począwszy od dźwięku najniższego (z wykluczeniem częściowego zakrywania otworów palcowych i chwytów widełkowych powstaje ciąg dźwięków: H, C, D, E, F, G, A, H itd. Do wydobycia dźwięków chromatycznych stosuje się częściowe zakrywanie otworów palcowych. Całkowita skala instrumentu wynosi niecałe trzy oktawy – dla instrumentu w tonacji C możliwa jest swobodna gra do e 3; wydobycie kolejnych dźwięków szeregu: f 3 i g 3 jest już bardzo trudne. 

## Technika gry

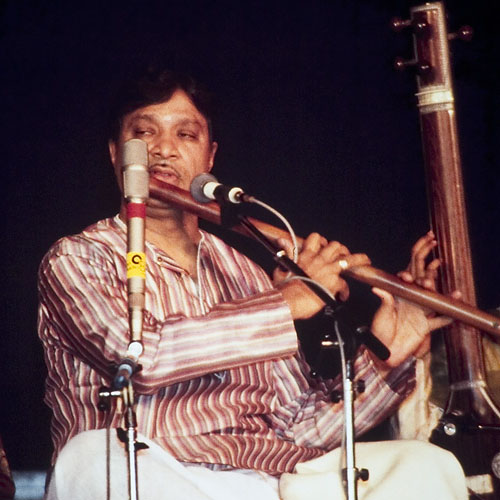
Hariprasad Chaurasia

Grający na bansuri przyjmuje z reguły pozycję siedzącą. Flet trzymany jest poprzecznie do ciała muzyka. Ze względu na rozmiary instrumentu, sposób jego uchwytu jest nieco inny od tego praktykowanego na zachodzie. Grający bowiem, nie obejmuje lewą dłonią fletu lecz jedynie dociska go kciukiem do brody. Ze względu na duże odstępy pomiędzy poszczególnymi otworami palcowymi w bansuri tenorowych i basowych niemożliwa staje się gra opuszkami palców, stosuje się wówczas nieco inne, ukośne ułożenie dłoni. Wszystkie rodzaje zadęcia stosowane w grze na zachodnim flecie poprzecznym są również wykonywalne na bansuri, w tym zadęcie podwójne, potrójne i trylowe. Jeśli chodzi o technikę manualną, oprócz zwykłego palcowania, fleciści indyjscy powszechnie stosują częściowe zakrywanie otworów palcowych w celu wydobycia dźwięków chromatycznych. Natomiast chwyty widełkowe nie są raczej używane, pominąwszy jedynie najwyższy rejestr. Na bansuri bez problemu można wykonać wszelkie rodzaje wibrata, zaś glissando stosuje się powszechnie nie tylko pomiędzy sąsiednimi dźwiękami, ale również dla większych interwałów.